# Lilibert
Lilibert, de son vrai nom Elisabeth Bertram (née le 30 novembre 1923 à Luxembourg et morte le 3 octobre 2024) est une parolière germano-luxembourgeoise.

## Biographie
Elisabeth Merkels fait partie des fondateurs de RTL Radio ; elle anime Die Stunde mit Elisabeth du 28 juillet 1957 jusqu'en avril 1960. En 1959, elle épouse le producteur musical Hans Bertram. Elle commence alors à écrire des paroles de chansons sous le pseudonyme de Lilibert. En 1959, elle obtient son premier succès avec l'adaptation germanophone de la chanson Marina de Rocco Granata. Jusque dans les années 1980, elle écrit des chansons pour de nombreux artistes du schlager : Chris Roberts, Roy Black, Fischer-Chöre, Will Brandes, Bernd Spier, Karel Gott, Anita Hegerland...

## Source de la traduction
- (de) Cet article est partiellement ou en totalité issu de l’article de Wikipédia en allemand intitulé « Lilibert » (voir la liste des auteurs).